# François Joubert
François Joubert (?-1793) fue un orfebre francés de estilo rococó. Alcanzó la categoría de maestro orfebre en 1749. Su producción pasó de un exuberante estilo rococó a una mayor sencillez dentro del estilo Luis XVI. Realizó dos salseras de plata para la marquesa de Pompadour (1754-1755), conservadas actualmente en el Museo de Artes Decorativas de París.